# Convent de Sant Domènec (Xàtiva)
L'Convent de Sant Domènec o Convent de Predicadors és al carrer Sant Domènec del municipi de Xàtiva, a la comarca de La Costera, País Valencià. Està catalogat com a bé d'interès cultural de la província de València amb l'anotació ministerial número RI-51-0004597 i data de la disposició de 26 de febrer de 1982.

## Història

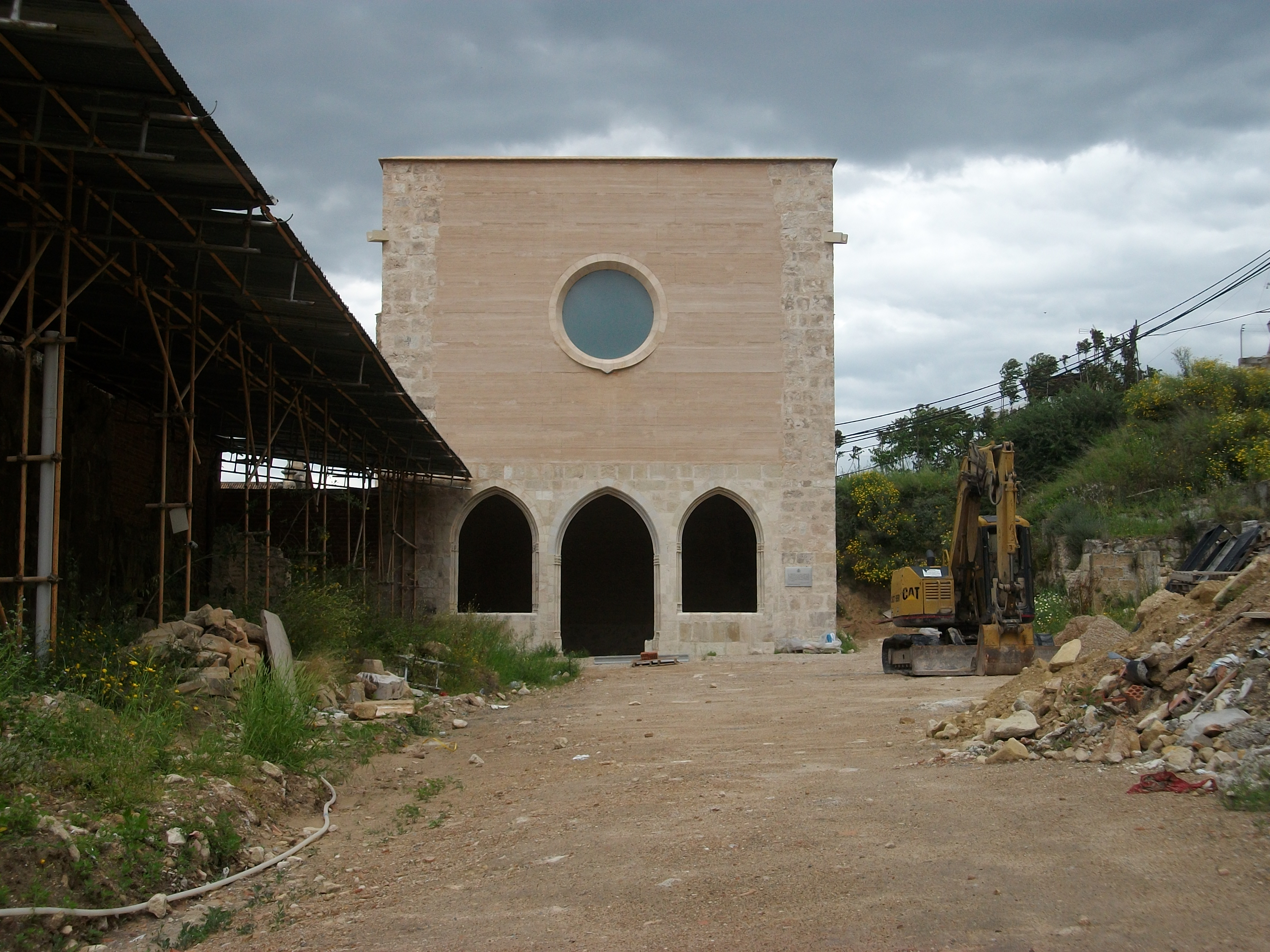
Aula capitular del Convent de Sant Doménec de Xàtiva

Les restes de l'antic Convent de Sant Domènec són a la part alta de la ciutat, en ple centre de la ciutat medieval de Xàtiva, prop de la Mesquita-Catedral i del barri jueu, on es van establir els monjos extramurs de la ciutat, a 1285, per la qual cosa van comprar el convent de la desapareguda ordre de la Penitència de Jesucrist, que en aquella època estava al costat de l'hospital intramurs de la ciutat, en el qual finalment van quedar instal·lats. Hi ha autors que consideren que va ser una donació del mateix Jaume I, el que va fer que el terreny que havia ocupat l'Orde dels Penitents de Jesucrist en el carrer Sant Doménec passés a l'orde dels dominics.
Com altres monuments religiosos de la ciutat, amb la desamortització de 1837 el convent va passar a mans particulars i va patir diverses transformacions i usos fins al seu posterior enderrocament. Entre 1966 i 1976 el convent va ser enderrocat, mantenint-se únicament l'església que va ser utilitzada com a teatre i cinema. A 1981 va ser adquirit per l'Ajuntament. A partir de 1982 es van realitzar campanyes de desenrunament que van permetre descobrir restes del claustre, sala capitular i refetor. L'església de l'antic convent de Sant Domènec ha estat restaurada, mitjançant la consolidació i la tornada a l'estil original. Les peces barroques que van aparèixer durant la restauració es poden contemplar a les criptes descobertes que s'han deixat a terra.
L'antiga església va ser restaurada i unida a un edifici d'habitatges (Casa Sant Andreu) que estava adossada al seu parament oest per poder utilitzar-la com una de les seus de l'exposició de la Llum de les Imatges durant l'any 2007 i servir posteriorment com a centre cultural.

## Arquitectura
Del convent de l'ordre de la Penitència de Jesucrist només van conservar el refectori, construït en 1323, que és de planta rectangular, d'uns 41 metres de llarg per 8 d'ample i estava dividit en trams per set arcs diafragma que es recolzaven en mènsules. L'església va ser construïda en el primer terç del segle xiv. Presenta una sola nau amb capelles entre contraforts, i coberta exterior a dues aigües novament sobre arcs diafragma. A les capelles al migdia s'obren finestres ogivals amb dovelles de doble esqueixada amb traceries i bífores. El convent comptava amb una sala capitular (de planta quadrangular i volta de creueria, amb un banc corregut en els seus costats, amb el setial del prior davant de la porta d'entrada, la qual estava flanquejada per dos finestrals de carreu amb arquivoltes i columnistes), sufragada per Leonor, la dona de Pere el Cerimoniós, construïda entre 1329 i 1336, i que es estava en el costat est del claustre entre el refectori i l'església. El claustre no presenta traçat uniforme, amb una major regularitat en l'ala sud, la que estava adossada al refetor, i realitzada en carreus amb arcs apuntats, mentre que en altres parts del claustre es van utilitzar també el maó i guix. Com a conseqüència de l'incendi de la ciutat el 1707, es va perdre la sostrada de fusta de l'església, realitzant a reconstruir voltes tapiades. A la segona meitat del segle xviii es van dur a terme reformes en el convent, aixecant-se en el claustre una lògia superior de maó i les andanes. L'antic refectori augmentà la seua planta, mentre que la seua altura es va veure disminuïda, per albergar les cel·les, construint-se un nou refetor a l'hort, així com un nou pati on es van traslladar la cuina i les dependències annexes.